# Европейская фармакопея

Обложка двухтомника, издания на компакт-диске и интерфейс онлайн-версии Европейской фармакопеи

Европейская фармакопея (ЕФ, англ. European Pharmacopoeia) — руководящий документ, используемый в большинстве стран Европы при производстве фармацевтических продуктов в странах Европейского сообщества (ЕС). Фармакопея, включающая описания действующих и вспомогательных веществ, а также методов анализа фармацевтических продуктов. Вместе с ранее опубликованной Международной фармакопеей она дополняет перечень фармакопей мира, наиболее значимые среди которых — это Фармакопея США, Британская фармакопея, Японская фармакопея и некоторые другие.

## Состав Европейской фармакопеи
Она содержит:
- описание аппаратного оснащения для проведения фармацевтического анализа,
- современное состояние химических, физико-химических, биологических методов анализа, определения и испытания лекарственных субстанций и препаратов,
- допустимые пределы примесей,
- методы качественного и количественного анализа,
- методы анализов в фармакогнозии,
- фармацевтические технические методики,
- методы исследования упаковки и контейнеров,
- общие сведения о стерильности и вакцинах,
- методы статистики и пр.,
- частные статьи. Фармакопейные статьи содержат стандарты качества для всех основных лекарственных средств, применяемых в Европе. Все лекарственные средства, продаваемые в 36 государствах-участниках Европейской фармакопеи, должны соответствовать этим стандартам качества для того, чтобы потребители имели гарантию на продукты, продаваемые аптеками и другими законными поставщиками.

## История
Европейская фармакопея разработана Европейским директоратом по качеству лекарственных средств для здравоохранения (ЕДКЛС — EDQM), являющимся частью Совета Европы, в Страсбурге, Франция. Она согласуется с положениями Международной фармакопеи и конкретизирует их применительно к особенностям европейских стран. ЕФ создавалась силами Конвенции по разработке Европейской фармакопеи с 1964 г. Хотя Европейскую фармакопею часто характеризуют как одно из частичных соглашений Совета Европы, строго говоря, она таким не является. Она обладает отличным от других документов, принятых в результате договора, правовым статусом (последние были приняты в результате «основополагающего решения» комитета министров).
Европейский директорат по качеству лекарственных средств для здравоохранения публикует ЕФ на английском и французском языках, существуют официальные переводы на немецком и испанском языках (испанская версия доступна только в Интернете).

## Страны-участники
В настоящее время в Комиссии Европейской фармакопеи состоят 38 членов: Австрия, Бельгия, Босния и Герцеговина, Болгария, Хорватия, Кипр, Чешская Республика, Дания, Эстония, Финляндия, Франция, Германия, Греция, Венгрия, Исландия, Ирландия, Италия, Латвия, Литва, Люксембург, Мальта, Черногория, Голландия, Норвегия, Польша, Португалия, Румыния, Сербия, Словацкая Республика, Словения, Испания, Швеция, Швейцария, Республика Македония, Турция, Украина, Великобритания и Европейский союз.
ЕФ является официальной фармакопеей в перечисленных странах и в Европейском союзе. Могут существовать и дополнительные фармакопеи (как, например, в Великобритании и Германии).
В сессиях Комиссии Европейской фармакопеи участвуют наблюдатели из 20 стран-членов ЕС, из стран, не входящих в Совет Европы, и из международных организаций, в частности Албания, Алжир, Австралия, Белоруссия, Бразилия, Канада, Китай, Грузия, Израиль, Мадагаскар, Малайзия, Марокко, Казахстан, Российская Федерация, Сенегал, Сирия, Тунис, Украина, Соединенные Штаты Америки и ВОЗ.
Конвенция открыта для подписания всеми европейскими странами. Другие страны могут получить статус наблюдателя.
С 2006 г. Российская Федерация и её фармакопея получили статус наблюдателя в сессиях Комиссии Европейской фармакопеи с перспективой стать действительным членом ЕФ. В РФ это рассматривается как окно в Европу для российского фармацевтического бизнеса.
В 2008 г. руководство Росздравнадзора РФ, представители Минздравсоцразвития, Ассоциации международных фармпроизводителей участвовали во встрече с руководителями ЕДКЛС по обсуждению вопросов издания ЕФ на русском языке, создания русскоязычного сайта ЕДКЛС и получения РФ статуса члена ЕФ.

## Издания
Первое издание опубликовано в 1967 г.
Второе издание опубликовано в 1980 г.
Третье издание опубликовано в 1997 г.
Четвёртое издание опубликовано в 2001 г, вступило в силу с 1 января 2002 г.
Пятое издание опубликовано 15 июня 2004 г, вступило в силу с 1 января 2005 г.
Шестое издание опубликовано 16 июля 2007 г, вступило в силу с 1 января 2008 г.
Издание ЕФ, действующее с 2005 г., включает 1800 специальных и общих фармакопейных статей (описания химических веществ, в том числе таких, как антибиотики, разные биологически активные вещества, вакцины для людей и животных, иммуносыворотки, радиофармацевтические препараты, лекарственные растения, гомеопатические препараты и пр.). Описаны дозированные формы, приведены общие фармакопейные статьи на материалы и контейнеры, шовные материалы; описаны 268 общих методов с рисунками или хроматограммами; и 2210 реактивов. Начиная с 5-го издания, Европейская фармакопея публикуется в двух томах. Том 1 содержит общие главы и фармакопейные статьи (например, по дозированным формам, методам анализа, реактивам), том 2 содержит фармакопейные статьи по субстанциям. В течение срока действия текущего издания публикуется несколько дополнений. Имеются также электронные версии (CD-ROM и онлайн-версия).
В 2011 году вышло официальное издание Европейской Фармакопеи на русском языке. В подготовке издания и переводе на русский язык участвовал огромный коллектив авторов, сотрудников фармацевтического факультета Первого МГМУ им. И. М. Сеченова Минздравсоцразвития РФ, НИИ фармакологии им. В. В. Закусова, РАМН и других научных учреждений.
Восьмое издание опубликовано 1 июля 2013 г, вступило в силу с 1 января 2014 г.